# Saint-Aubin-de-Terregatte
Saint-Aubin-de-Terregatte – miejscowość i gmina we Francji, w regionie Normandia, w departamencie Manche.
Według danych na rok 1990 gminę zamieszkiwało 591 osób, a gęstość zaludnienia wynosiła 28 osób/km² (wśród 1815 gmin Dolnej Normandii Saint-Aubin-de-Terregatte plasuje się na 383. miejscu pod względem liczby ludności, natomiast pod względem powierzchni na miejscu 108.).